# Hirtodrosophila oldenbergi
Hirtodrosophila oldenbergi är en tvåvingeart som först beskrevs av Oswald Duda 1924.  Hirtodrosophila oldenbergi ingår i släktet Hirtodrosophila och familjen daggflugor. Arten har ej påträffats i Sverige. Inga underarter finns listade i Catalogue of Life.